# Derthona Foot Ball Club 1908 1989-1990
Questa pagina raccoglie le informazioni riguardanti il Derthona Foot Ball Club nelle competizioni ufficiali della stagione 1989-1990.

## Stagione
Nella stagione 1989-1990 il Derthona ha disputato il girone A del campionato di Serie C1, piazzandosi in ultima posizione con 21 punti e retrocedendo in Serie C2 insieme a Montevarchi, Alessandria e Prato. Il torneo è stato vinto dal Modena con 48 punti, uno in più della Lucchese: entrambe sono state promosse in Serie B.

## Rosa
| N. |                   | Ruolo | Calciatore         |
| -- | ----------------- | ----- | ------------------ |
|    | Italia (bandiera) | D     | Davide Boronio     |
|    | Italia (bandiera) | D     | Maurizio Bergo     |
|    | Italia (bandiera) | A     | Rino Bettonte      |
|    | Italia (bandiera) | C     | Giovanni Calabrese |
|    | Italia (bandiera) | A     | Cristian Davide    |
|    | Italia (bandiera) | P     | Claudio Delfino    |
|    | Italia (bandiera) | D     | Omar Domenghini    |
|    | Italia (bandiera) | C     | Stefano Gatti      |
|    | Italia (bandiera) | C     | Diego Gavazzi      |
|    | Italia (bandiera) | P     | Stefano Gualco     |
|    | Italia (bandiera) | A     | Alessandro Guiotto |
|    | Italia (bandiera) | C     | Simone Malvolti    |

| N. |                   | Ruolo | Calciatore               |
| -- | ----------------- | ----- | ------------------------ |
|    | Italia (bandiera) | C     | Gian Luca Narducci       |
|    | Italia (bandiera) | P     | Giorgio Nasuelli         |
|    | Italia (bandiera) | A     | Federico Paini           |
|    | Italia (bandiera) | C     | Cristiano Patta          |
|    | Italia (bandiera) | A     | Claudio Pelosi           |
|    | Italia (bandiera) | D     | Massimo Prevedini        |
|    | Italia (bandiera) | C     | Giovanni Marco Recaldini |
|    | Italia (bandiera) | C     | Antonio Statella         |
|    | Italia (bandiera) | D     | Danilo Tedoldi           |
|    | Italia (bandiera) | D     | Tiberio Terzi            |
|    | Italia (bandiera) | D     | Alberto Testa            |
|    | Italia (bandiera) | A     | Simone Zaffiri           |

## Risultati

### Campionato

#### Girone di andata
| 17 settembre 1989 1ª giornata | Empoli | 2 – 0 | Derthona |  |

| 24 settembre 1989 2ª giornata | Derthona | 1 – 1 | Trento |  |

| 1º ottobre 1989 3ª giornata | Spezia | 1 – 1 | Derthona |  |

| 8 ottobre 1989 4ª giornata | Derthona | 1 – 0 | Casale |  |

| 15 ottobre 1989 5ª giornata | Chievo | 2 – 1 | Derthona |  |

| 22 ottobre 1989 6ª giornata | Derthona | 2 – 2 | Alessandria |  |

| 29 ottobre 1989 7ª giornata | Carpi | 1 – 0 | Derthona |  |

| 5 novembre 1989 8ª giornata | Derthona | 1 – 1 | Arezzo |  |

| 12 novembre 1989 9ª giornata | Carrarese | 1 – 0 | Derthona |  |

| 19 novembre 1989 10ª giornata | Derthona | 0 – 0 | Lanerossi Vicenza |  |

| 26 novembre 1989 11ª giornata | Montevarchi | 1 – 0 | Derthona |  |

| 3 dicembre 1989 12ª giornata | Derthona | 0 – 0 | Prato |  |

| 10 dicembre 1989 13ª giornata | Venezia | 2 – 1 | Derthona |  |

| 17 dicembre 1989 14ª giornata | Lucchese | 4 – 0 | Derthona |  |

| 30 dicembre 1989 15ª giornata | Derthona | 3 – 1 | Modena |  |

| 7 gennaio 1990 16ª giornata | Mantova | 0 – 0 | Derthona |  |

| 14 gennaio 1990 17ª giornata | Derthona | 2 – 2 | Piacenza |  |

#### Girone di ritorno
| 28 gennaio 1990 18ª giornata | Derthona | 0 – 0 | Empoli |  |

| 4 febbraio 1990 19ª giornata | Trento | 1 – 0 | Derthona |  |

| 11 febbraio 1990 20ª giornata | Derthona | 0 – 0 | Spezia |  |

| 18 febbraio 1990 21ª giornata | Casale | 1 – 0 | Derthona |  |

| 4 marzo 1990 22ª giornata | Derthona | 1 – 0 | Chievo |  |

| 11 marzo 1990 23ª giornata | Alessandria | 1 – 0 | Derthona |  |

| 18 marzo 1990 24ª giornata | Derthona | 1 – 0 | Carpi |  |

| 25 marzo 1990 25ª giornata | Arezzo | 3 – 1 | Derthona |  |

| 1º aprile 1990 26ª giornata | Derthona | 0 – 1 | Carrarese |  |

| 8 aprile 1990 27ª giornata | Lanerossi Vicenza | 4 – 0 | Derthona |  |

| 14 aprile 1990 28ª giornata | Derthona | 1 – 0 | Montevarchi |  |

| 29 aprile 1990 29ª giornata | Prato | 1 – 0 | Derthona |  |

| 6 maggio 1990 30ª giornata | Derthona | 0 – 0 | Venezia |  |

| 13 maggio 1990 31ª giornata | Derthona | 0 – 3 | Lucchese |  |

| 20 maggio 1990 32ª giornata | Modena | 2 – 0 | Derthona |  |

| 27 maggio 1990 33ª giornata | Derthona | 0 – 1 | Mantova |  |

| 3 giugno 1990 34ª giornata | Piacenza | 3 – 1 | Derthona |  |